# Dyani
Dyani est un prénom féminin, masculin.

## Sens et origine du prénom
- Prénom féminin d'origine nord-amérindienne[1].
- Prénom qui signifie "cerf".

## Prénom de personnes célèbres et fréquence
- Prénom très peu usité aux États-Unis[2].